# Liste der Monuments historiques in Morienval
Die Liste der Monuments historiques in Morienval führt die Monuments historiques in der französischen Gemeinde Morienval auf.

## Liste der Bauwerke
| Bezeichnung                                 | Beschreibung              | Standort | Kennzeichnung | Schutzstatus | Datum | Bild           |
| ------------------------------------------- | ------------------------- | -------- | ------------- | ------------ | ----- | -------------- |
| Ehemaliges Priorat Saint-Nicolas de Courson | Erbaut im 12. Jahrhundert | (Lage)   | PA00114761    | Classé       | 1905  | weitere Bilder |
| Ehemalige Abtei mit Kirche Notre-Dame       | Erbaut im 16. Jahrhundert | (Lage)   | PA00114760    | Classé       | 1840  | weitere Bilder |

## Liste der Objekte
- Monuments historiques (Objekte) in Morienval in der Base Palissy des französischen Kultusministeriums